# Kevin Dennerly-Minturn
Kevin James Dennerly-Minturn (* 18. Mai 1989 in Auckland) ist ein neuseeländischer Badmintonspieler. 

## Karriere
Kevin Dennerly-Minturn gewann bei der Badminton-Ozeanienmeisterschaft 2008 zwei Silbermedaillen in den Einzeldisziplinen. Vier Jahre später erkämpfte er sich einmal Silber. Bei den Canterbury International 2010 wurde er Dritter, ein Jahr später erstmals nationaler Titelträger. 2012 qualifizierte er sich mit seiner Nationalmannschaft für die Endrunde des Thomas Cups, schied dort jedoch in der Gruppenphase aus. Zusammen mit seinem Partner Oliver Leydon-Davis gewann er 2012 die Auckland International und 2013 die Mexico International.